# Verjon

Verjon este o comună în departamentul Ain din estul Franței.